# Tipula akeleyi
Tipula akeleyi är en tvåvingeart som beskrevs av Alexander 1956. Tipula akeleyi ingår i släktet Tipula och familjen storharkrankar.
Artens utbredningsområde är Uganda. Inga underarter finns listade i Catalogue of Life.